# Spořitelní a záložní spolek pro Slezské Předměstí a okolí
Spořitelní a záložní spolek pro Slezské Předměstí a okolí byl regionální peněžní ústav, který fungoval v letech 1901-1948.

## Historie
Spořitelní a záložní spolek pro Slezské Předměstí a okolí byl založen v roce 1901. Na ustavující a I. valné hromadě, která se konala 15. prosince 1901 byl starostou spolku zvolen Josef Netuka, truhlář ze Slezského Předměstí. Obvod spolku v době založení tvořily samostatné obce Slezské Předměstí, Slatina, Svinárky a Blešno. Po 2 letech činnosti měl 35 členů.
Na druhé mimořádné valné hromadě, konané 20. ledna 1935 byly odsouhlaseny rozsáhlé změny stanov a nový název spolku, který zněl: "Kampelíkova záložna ve Slezském Předměstí". V roce 1941 bylo vládním nařízením č. 268/41 zavedeno označení záložny také v řeči německé: "Kampelik-Vorschusskasse in Schlesische Vorstadt". Roku 1945 byla dekretem prezidenta republiky z 19. května 1945 v záložně zavedena dočasná národní správa. Národním správcem byl ustanoven František Havlík.
Největší změny do života Kampelíkovy záložny na Slezském Předměstí přinesl rok 1948. Záměr ministerstva financí zjednodušit peněžnictví se nesetkal v záložně se souhlasem. Stanovisko záložny ke slučování je uvedeno v zápise ze schůze představenstva a dozorčí rady, konané 11. února 1948. Na základě výnosu ministerstva financí z l. března 1948 č.j. 46.923/47-III/7 byl ustaven v záložně akční výbor a tím bylo sloučení s Lidovou záložnou Eliškou Hradec Králové v roce 1948 bez problémů provedeno. 1. říjnem téhož roku tak záložna zanikla.